# Leontopithecus chrysomelas
Leontopithecus chrysomelas (ігрунка золотоголова) — вид приматів роду левова ігрунка (Leontopithecus) родини ігрункових (Callitrichidae).

## Поширення
Leontopithecus chrysomelas зустрічається лише в Бразилії. Через знищення місць проживання вони приурочені до південної частини штату Баїя, Бразилія. Мешкає в тропічних лісах на деревах на висоті від 3 до 10 метрів.

## Опис
Її маса від 360 до 710 г, в середньому 535 г. Довжина тіла — 200—336 мм, довжина хвоста: 315—400 мм. Зовнішністю схожа на інші види тамаринів. Вона має відносно великі ікла з маленькою головою і тілом. Велика частина тіла має чорну густу шерсть і довгу золотаву гриву. При цьому статевий диморфізм у цього виду дуже мало виражений, тобто самці і самиці дуже схожі за зовнішнім виглядом.

## Розмноження
Розмноження відбувається в основному в теплий і вологий сезон, з вересня по березень. Вагітність від 125 до 132 днів. Вік сексуальної або репродуктивної зрілості самок в середньому триває 18 місяців. Вік сексуальної або репродуктивної зрілості в самців — у середньому 24 місяці.
У групах самці і самиці беруть рівну участь у догляді та вихованні їхніх дитинчат. Leontopithecus chrysomelas — моногамні тварини, обоє батьків піклуються про молоде покоління.